# 遠藤重夫
遠藤 重夫（えんどう しげお、1949年4月12日 - ）は、日本のアニメーションプロデューサー、映画プロデューサー。福島県出身。

## 来歴
1973年に日本アニメーションに入社。制作を経て1978年の『未来少年コナン』ではじめてプロデュースを手がける。以後『赤毛のアン』など「世界名作劇場」をはじめ多くの作品にプロデューサーとして携わる。1984年には『超人ロック』で映画作品をプロデュース。関係した作品は『赤毛のアン』厚生省児童福祉文化賞、『愛の学校クオレ物語』厚生省児童福祉文化奨励賞、『瞳のなかの少年 十五少年漂流記』米国ペアレント・チョイス賞／ビデオ部門を受賞しているほか、『ちびまる子ちゃん』など3作品が中央児童福祉審議会の特別推薦を受けた。

## 参画作品

### テレビアニメ
- みつばちマーヤの冒険　（制作デスク、1975）
- ピコリーノの冒険　(制作デスク、1976)
- 未来少年コナン　(プロデューサー、1978)
- 赤毛のアン　(プロデューサー、1979)
- 釣りキチ三平　(プロデューサー、1980-1982)
- 愛の学校クオレ物語　(プロデューサー、1981)
- ワンワン三銃士　(プロデューサー、1981)
- ふしぎの国のアリス　(プロデューサー、1983)
- ふしぎなコアラブリンキー　(プロデューサー、1984)
- サンゴ礁伝説 青い海のエルフィ　(プロデューサー、1986)
- ボスコアドベンチャー　(プロデューサー、1986)
- 瞳のなかの少年 十五少年漂流記　(プロデューサー、1987)
- 小公子セディ　(プロデューサー[2]、1988)
- ピーターパンの冒険　(プロデューサー、1989)
- ちびまる子ちゃん（1期)　(プロデューサー、1990-)
- 南国少年パプワくん　(プロデューサー、1992-1993)
- 平成イヌ物語バウ　(プロデューサー、1993)
- スーパーフィッシング グランダー武蔵　(プロデューサー、1997)
- コレクター・ユイ　(アニメーションプロデューサー、1999)
- ドキドキ♡伝説 魔法陣グルグル　(プロデューサー、2000)
- コレクター・ユイ（第2期）　(アニメーションプロデューサー、2000)
- onちゃん夢パワー大冒険!　(プロデューサー、2003)
- それいけ!ズッコケ三人組　(制作管理、2004）

### 映画
- 未来少年コナン 特別篇 巨大機ギガントの復活　(プロデューサー、1984)
- 超人ロック　(プロデューサー、1984)
- 平成イヌ物語バウ　(プロデューサー、1994)
- ハーメルンのバイオリン弾き 劇場版　(プロデューサー、1996)

### OVA
- 南国少年パプワくん大百科　(プロデューサー、1994)
- 南国少年パプワくん 星降る夜に会いましょう　(プロデューサー、1994)
- HUNTER×HUNTER　(製作管理、2001)
- HUNTER×HUNTER  GREED ISLAND　(製作管理、2002)